# Gilbert Bauvin
Gilbert Bauvin (Lunéville, 4 augustus 1927) is een voormalig   Frans wielrenner. 
Bauvin was professioneel wielrenner van 1950 tot 1960. Zijn belangrijkste prestaties in zijn wielerloopbaan zijn een overwinning in de semiklassieker Parijs-Camembert  in 1954 en de eindoverwinning in het eindklassement van de  Ronde van Romandië in 1958. Bovendien won hij vier etappes in de Ronde van Frankrijk en droeg hij vier dagen de gele trui in dezelfde ronde. In Nederland is hij ook wel bekend als de renner die in de Tour van 1951 in de 13e etappe de gele trui overnam van Wim van Est die op die bewuste dag in een ravijn belandde. 
Zijn beste resultaat in het eindklassement van de Ronde van Frankrijk was in 1956 toen hij tweede werd achter de verrassende winnaar Roger Walkowiak.
Een andere in het oog springende klassering is zijn tweede plaats bij het Wereldkampioenschap cyclocross in 1953.

## Belangrijkste overwinningen en ereplaatsen
1951
- Eén dag drager van de gele trui in de Ronde van Frankrijk
- 8e in het eindklassement van de Ronde van Frankrijk
- 2e in de 13e etappe Ronde van Frankrijk
- 1e in de 3e etappe Circuit de la Côte d'Or

1952
- 1e in de Tour du Doubs
- 2e in het eindklassement Tour du Sud-Est

1953
- 2e in Nationaal Kampioenschap, cyclocross, elite
- 2e bij het Wereldkampioenschap, cyclocross, elite
- 3e in Parijs-Camembert
- 3e in de 11e etappe Ronde van Frankrijk
- 2e in de 21e etappe Ronde van Frankrijk

1954
- 1e in de GP de Cannes
- 1e in Parijs-Camembert
- 1e in de 10e etappe Ronde van Frankrijk
- 1e in de 12e etappe Ronde van Frankrijk
- Twee dagen drager van de gele trui in de Ronde van Frankrijk
- 10e in het eindklassement van de Ronde van Frankrijk

1955
- 1e in Macau
- 1e in de 1e etappe Ronde van Spanje
- 1e in de 2e etappe Ronde van Spanje
- 2e in Genua-Nice
- 3e in de 4e etappe Parijs-Nice
- 1e in de 5e etappe Parijs-Nice
- 3e in Parijs-Bourges

1956
- 1e in Dakar
- 1e in de 10e etappe deel B Ronde van Spanje
- 7e in het eindklassement Ronde van Spanje
- 1e in Circuit du Cher
- 2e in het eindklassement Ronde van Frankrijk

1957
- 1e in GP Monaco
- 1e in de 11e etappe Ronde van Spanje
- 1e in de 5e etappe Ronde van Frankrijk
- 3e in Genua-Nice

1958
- 1e in het eindklassement van de Ronde van Romandië
- 2e in de 1e etappe Ronde van Romandië
- 1e in de 3e etappe deel b Ronde van Romandië
- 2e in de 4e etappe Ronde van Romandië
- 1e in de 3e etappe Ronde van Frankrijk
- Eén dag drager van de gele trui in de Ronde van Frankrijk

## Resultaten in voornaamste wedstrijden
| Jaar | Ronde van Italië | Ronde van Frankrijk | Ronde van Spanje |
| ---- | ---------------- | ------------------- | ---------------- |
| 1950 |                  | 49e                 |                  |
| 1951 |                  | 8e                  |                  |
| 1952 |                  | 32e                 |                  |
| 1953 |                  | 16e                 |                  |
| 1954 |                  | 10e (2)             |                  |
| 1955 |                  | 18e                 | 36e (2)          |
| 1956 |                  | ↑                   | 7e (1)           |
| 1957 |                  | 14e (1)             | 24e (1)          |
| 1958 |                  | 15e (1)             |                  |
| 1959 |                  |                     | opgave           |

| Jaar | Milaan-San Remo | Ronde van Vlaanderen | Parijs-Roubaix |  | Wereldranglijsten |
| ---- | --------------- | -------------------- | -------------- |  | ----------------- |
| 1950 |                 |                      |                |  |                   |
| 1951 |                 |                      |                |  |                   |
| 1952 |                 |                      | 54e            |  |                   |
| 1953 |                 |                      | 9e             |  |                   |
| 1954 |                 |                      |                |  |                   |
| 1955 | 8e              |                      | 13e            |  |                   |
| 1956 | 90e             |                      | 10e            |  | 8e (CDC)          |
| 1957 |                 |                      |                |  |                   |
| 1958 | 9e              | 44e                  | 49e            |  |                   |
| 1959 |                 |                      |                |  |                   |